# Shimamoto, Ōsaka
Shimamoto (島本町 Shimamoto-chō) là thị trấn thuộc huyện Mishima, tỉnh Ōsaka, Nhật Bản. Tính đến ngày 1 tháng 10, năm 2020, dân số ước tính thị trấn là 30.927 người và mật độ dân số là 1.800 người/km2. Tổng diện tích thị trấn là 16,78 km2.